# Sophie Deraspe
Sophie Deraspe, née le 27 octobre 1973 à Rivière-du-Loup, est une réalisatrice, directrice de la photographie, scénariste et productrice québécoise. Elle est considérée par l'industrie du cinéma, les médias et le public comme l’une des principales figures du nouveau cinéma québécois. Son œuvre, qui porte notamment sur les arts actuels, questionne sans cesse les limites, en particulier celles de la représentation, du « réel » et de la fiction.

## Biographie
Après des études d'arts visuels en Autriche, elle étudie la littérature française, puis les études cinématographiques à l’Université de Montréal de 1995 à 1998.
Baccalauréat en main, elle assiste le département réalisation sur les longs métrages La Moitié gauche du frigo de Philippe Falardeau et Un crabe dans la tête d’André Turpin. Elle assure la direction-photo sur de nombreuses productions au cinéma et à la télévision. En 2001, elle devient membre du C.A. de Vidéographe, puis sa présidente en 2007-2008.
En 2001, son court métrage Moi, la mer, elle est belle est sélectionné en compétition officielle au Festival du film francophone de Namur (Belgique). Saute la coche, un court métrage de fiction, gagne deux prix dans des festivals à travers le monde.

### Rechercher Victor Pellerin(2006)
Sophie Deraspe complète  en 2006 son premier long métrage indépendant, Rechercher Victor Pellerin, qui obtient la Mention du Jury (compétition internationale) du Festival du nouveau cinéma (Montréal).
Film-enquête sur un artiste-peintre mystérieux ayant disparu, il est présenté au Museum of Modern Art (New York) et dans une vingtaine de festivals nationaux et internationaux. À Québec, il ouvre les Rendez-vous du cinéma québécois, et à San Francisco, la Quebec Film Week. En plus d'une sortie nationale, le film a eu droit à une sortie new-yorkaise en 2007.
Selon le critique Marcel Jean de 24 images (no 129) : "(...) À la fois scénariste, monteuse, camerawoman et interprète de Rechercher Victor Pellerin, Sophie Deraspe plonge totalement dans ce premier long métrage déstabilisant dont le discours - d'une résonance non négligeable - pose essentiellement la question des apparences, le monde y étant présenté comme un vaste canular dans lequel le geste de Victor Pellerin apparaît scandaleux en ce qu'il lève le voile sur un coin de cette immense tromperie. Le résultat est prometteur, trop rares étant les cinéastes qui, dès leur coup d'envoi, révèlent à la fois une ambition réelle et une capacité à faire sourire".
Plusieurs autres critiques y vont de leur appréciation positive : "Is Montrealer Sophie Deraspe's astonishing first film a documentary, mockumentary, cinematic installation piece, cinema verite, performance workout, full-on fiction or flat-out hoax? Only one thing is obvious: it is a mind game of museum-worthy proportions." (John Griffin, The Gazette); "Un petit bijou d'une ingéniosité confondante" (Manon Dumais, Voir); "Sans conteste, l'une des originalités québécoises de l'année" (Annabelle Nicoud, La Presse); "An uncanny, uncategorizable film... comic yet human." (Charles Petersen, The Village Voice); "An enigmatic and utterly compelling story" (Jeannette Catsoulis, The New York Times).

### Les Signes vitaux(2009)
En 2009, son deuxième long métrage, Les Signes vitaux, est lancé en compétition officielle au Festival du nouveau cinéma (Montréal). Il remporte le prix du Best New Canadian Film au Whistler Film Festival (Canada). Très remarquée dans son premier rôle au cinéma, Marie-Hélène Bellavance, son actrice principale, y est nommée Best Actress.
Le film est sélectionné en compétition officielle du prestigieux Festival international du film de Rotterdam en février 2010, entrant en nomination pour un Tiger Award.
Selon les premières critiques: "À voir absolument." (Guillaume Fournier, VOIR); "Unflinching, the beauty here is stripped naked and true. Superb acting and cinematography." (John Griffin, The Montreal Gazette). Le film fait la couverture de la revue critique Ciné-Bulles (hiver 2010).
Les signes vitaux connaît par la suite une fructueuse carrière internationale en festivals où il remporte plus d'une quinzaine de prix. Il est aussi classé quatrième meilleur film de l'année 2010 par la revue Ciné-Bulles.

### Les Loups(2014)
Les Loups, une co-production Canada-France, rassemble une brochette d'acteurs connus du Québec: Evelyne Brochu, Louise Portal, Benoît Gouin, Gilbert Sicotte ainsi qu'un tout nouveau visage à l'écran, Cindy-Mae Arsenault, jeune femme des Îles de la Madeleine, là où le film a été tourné. La distribution retrouve également l'acteur et activiste français Augustin Legrand. L'histoire est celle d'une jeune femme fraîchement débarquée sur une île de l’Atlantique Nord, en pleine fonte des glaces, qui tente de s'intégrer à la communauté d'insulaires qui pratique la chasse aux phoques.
Les Loups, distribué par Films Séville International, est projeté en décembre 2014 au Festival du film de Whistler (en) où le jury souligne la performance de Louise Portal par une mention spéciale. Il fait également l'ouverture des Rendez-vous du cinéma québécois (2015), avant de prendre l'affiche en salles au Québec et de rencontrer les publics en festivals à l'étranger. Il obtient le prix Fipresci du meilleur film à Turin (Festival du film de Turin 2015).

### Le Profil Amina(2015)

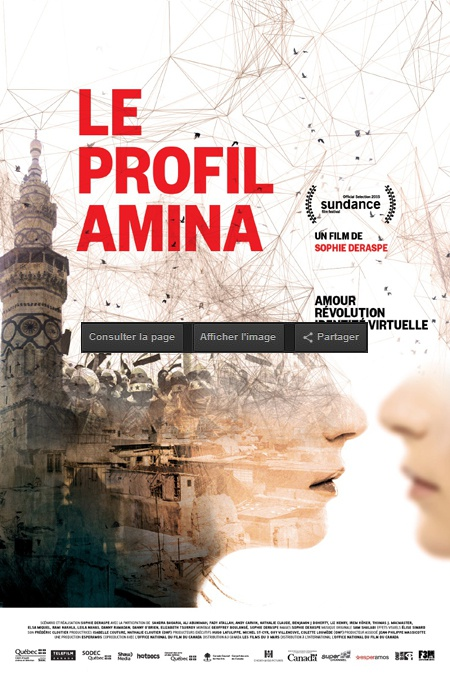
Le Profil Amina (2015)

Le Profil Amina (connu aux États-Unis sous le titre A Gay Girl in Damascus - The Amina Profile) est un premier long-métrage documentaire pour la réalisatrice. Ce long-métrage documentaire raconte l’histoire d’Amina Arraf, jolie révolutionnaire américano-syrienne qui entame une relation érotique en ligne avec Sandra Bagaria, jeune professionnelle montréalaise, avant d'initier un blogue au nom provocateur de Gay Girl in Damascus (Une fille gaie à Damas). Alors que la révolution syrienne se met en place, le succès du blogue est fulgurant. Mais c'est le kidnapping d'Amina qui déclenche une mobilisation internationale pour la faire libérer. Il s’ensuit un dérapage médiatique et sociologique sans précédent, tel un polar impliquant les services secrets et les grands médias du monde.
Le film fait beaucoup de bruit lors de sa première au Sundance Film Festival 2015 en compétition officielle, avant de poursuivre sa carrière dans de nombreux festivals à travers le monde. C'est IFC qui en acquiert les droits aux États-Unis pour une sortie en salles et sur leur plateforme numérique docclub.com
Les critiques sont élogieuses: La Presse 4 1/2 étoiles «puissant, brillant, [...] extrêmement bien construit». Variety «slippery, deftly woven narrative»

### Antigone(2019)
Adaptation libre et contemporaine de la pièce de Sophocle, Antigone, écrit et réalisé par Sophie Deraspe, revisite le mythe à travers l'histoire d'une jeune de 16 ans, dont la famille de quatre frères et sœurs ainsi que leur grand-mère a immigré au Canada après la mort tragique de leurs parents. Le drame frappe de nouveau la famille lorsque le frère ainé se fait tirer dessus par la police et que le plus jeune est menacé de déportation. Antigone mettra tout en branle pour sauver ce qu'il reste des siens.
En première mondiale au Festival international du film de Toronto, le film obtient le prix du Meilleur long-métrage canadien. Il est ensuite retenu par le Canada pour représenter le pays dans la course aux Oscar dans la catégorie Meilleur film international. Antigone s'illustre également au gala Québec Cinéma, récoltant six prix Iris dont meilleur film, meilleure réalisation et meilleur scénario.

### Bête noire(2021)
Chercher à comprendre ce qui peut mener un jeune de 16 ans à commettre une tuerie à son école. Diffusée sur Séries Plus à compter de mars 2021, Bête noire, la série de six épisodes (saison 1) raconte les suites des gestes irréparables commis par Jérémy (joué par Zakary Auclair), 16 ans, qui s’est enlevé la vie en laissant planer le mystère sur ses motifs. Isabelle Blais et Sophie Cadieux font partie de la distribution, jouant respectivement le rôle de la mère de Jérémy et celui de la psychiatre-coroner chargée de l’enquête sur la tragédie. La série récolte 15 nominations aux prix Gémeaux, tandis que cinq statuettes sont décrochées, soit :  
- Meilleure réalisation (série dramatique) pour Sophie Deraspe
- Meilleure série dramatique
- Meilleur premier rôle féminin (série dramatique) pour Isabelle Blais
- Meilleur texte (série dramatique) pour Patrick Lowe et Annabelle Poisson

### Motel Paradis(2022)
Sophie Deraspe réalise par la suite la série Motel Paradis, dont elle est également scénariste en compagnie de Stéphane Hogue. Motel Paradis met en vedette Nahéma Ricci, Stéphane Gagnon, Isabelle Guérard, Elisapie, Edouard Tremblay-Grenier, Anik Lemay, Gildor Roy et Martin Dubreuil. Énigme policière mâtinée de mysticisme, la série décrit le parcours de Jen, une jeune femme qui, ne croyant pas à l’hypothèse du suicide, entraînera un enquêteur retraité dans son petit village pour tenter de faire la lumière sur la disparition de sa sœur de 14 ans. La série est présentée sur Club Illico durant l'automne 2022.

### Bergers(2024)
La première mondiale du film Bergers a lieu au TIFF en septembre 2024. Le film s'inspire du roman D'où viens-tu, berger ? de Mathyas Lefebure (en), qui co-scénarise l'œuvre avec la réalisatrice Sophie Deraspe. Le tournage, qui s'est déroulé dans les régions d'Arles et des Alpes en France, est une coproduction Canada-France.

## Filmographie

### Réalisatrice

#### Séries télévisées (fiction)
- 2021 : Bête noire
- 2022 : Motel Paradis
- 2025 : Ravages[7]

### Réalisatrice et scénariste

#### Cinéma
- 2006 : Rechercher Victor Pellerin
- 2009 : Les Signes vitaux
- 2014 : Les Loups
- 2015 : Le Profil Amina (documentaire)
- 2019 : Antigone
- 2024 : Bergers[8]

#### Télévision
- 2012 : La Vie nous arrive

### Directrice de la photographie

#### Cinéma
- 2006 : Rechercher Victor Pellerin
- 2009 : Les Signes vitaux
- 2014 : Les Loups
- 2015 : Le Profil Amina (documentaire)
- 2018 : La Terre vue du cœur (documentaire)
- 2019 : Antigone

#### Courts-métrages
- 2000 : Solitude dans la foule
- 2007 : Pierre Gauvin, un moine moderne

### Actrice

#### Cinéma
- 2006 : Rechercher Victor Pellerin
- 2012 : Les Dames aux caméras : elle-même

## Récompenses - Séries TV
| Année | Festivals et compétitions | Prix et catégories                       | Titres            | Résultats |
| 2021  | Prix Gémeaux              | Meilleure série dramatique               | Bête noire (2021) | Remporté  |
| 2021  | Prix Gémeaux              | Meilleure réalisation - série dramatique | Bête noire (2021) | Remporté  |

## Récompenses - Films
| Année | Festivals et compétitions                                           | Prix et catégories                                                                                    | Titres                            | Résultats |
| 2006  | Festival du Nouveau Cinéma                                          | Mention spéciale                                                                                      | Rechercher Victor Pellerin (2006) | Remporté  |
| 2009  | Festival du film de Whistler                                        | Meilleur film (Prix Borsos)                                                                           | Les Signes vitaux (2009)          | Remporté  |
| 2010  | Tübingen \| Festival international du film francophone de Stuttgart | Meilleur long-métrage (compétition internationale)                                                    | Les Signes vitaux (2009)          | Remporté  |
| 2010  | Festival du film de Turin                                           | Long-métrage (prix spécial du jury)                                                                   | Les Signes vitaux (2009)          | Remporté  |
| 2010  | Festival du film de Turin                                           | Meilleur long-métrage (Prix de la Ville de Turin)                                                     | Les Signes vitaux (2009)          | Nommé     |
| 2010  | Festival du film South by Southwest (SXSW)                          | Visions émergentes (Prix du public)                                                                   | Les Signes vitaux (2009)          | Nommé     |
| 2010  | Festival international du film de Santiago - SANFIC                 | Mention spéciale (compétition internationale)                                                         | Les Signes vitaux (2009)          | Remporté  |
| 2010  | Festival international du film de Rotterdam                         | Prix Tiger                                                                                            | Les Signes vitaux (2009)          | Nommé     |
| 2010  | Festival international du film de Rotterdam                         | Prix Bright Future                                                                                    | The Seven Last Words (2019)       | Nommé     |
| 2010  | Festival international Off Camera du cinéma indépendant             | Prix du meilleur film (compétition dramatique internationale)                                         | Les Signes vitaux (2009)          | Nommé     |
| 2010  | Festival international du film de Monterrey                         | Meilleur long-métrage de fiction international                                                        | Les Signes vitaux (2009)          | Remporté  |
| 2010  | Festival international du film de Monterrey                         | Meilleur réalisation                                                                                  | Les Signes vitaux (2009)          | Remporté  |
| 2010  | Festival international Frauen Film                                  | Mention spéciale du jury                                                                              | Les Signes vitaux (2009)          | Remporté  |
| 2010  | Festival international du film Arctic Polar Lights                  | Meilleur long-métrage de fiction (Prix spécial du jury)                                               | Les Signes vitaux (2009)          | Remporté  |
| 2010  | Festival du Film Francophone d'Angoulême (FFA)                      | Meilleur film (Valois Magelis)                                                                        | Les Signes vitaux (2009)          | Remporté  |
| 2010  | Festival international du film d'Édimbourg                          | Meilleur long-métrage international                                                                   | Les Signes vitaux (2009)          | Nommé     |
| 2010  | Festival international du film de Bombay                            | Prix Golden Gateway                                                                                   | Les Signes vitaux (2009)          | Nommé     |
| 2011  | Prix Jutra                                                          | Meilleur film                                                                                         | Les Signes vitaux (2009)          | Nommé     |
| 2014  | Festival du film de Whistler                                        | Meilleur long-métrage canadien (Prix Borsos)                                                          | Les Loups (2014)                  | Nommé     |
| 2015  | Festival international du film de Vancouver                         | Meilleur long-métrage documentaire                                                                    | Le Profil Amina (2015)            | Nommé     |
| 2015  | Festival international du film de Valladolid                        | Meilleur documentaire                                                                                 | Le Profil Amina (2015)            | Nommé     |
| 2015  | Festival du film de Turin                                           | Prix FIPRESCI                                                                                         | Les Loups (2014)                  | Remporté  |
| 2015  | Festival du film de Turin                                           | Meilleur long-métrage (Prix de la Ville de Turin)                                                     | Les Loups (2014)                  | Nommé     |
| 2015  | TLVFest - Festival international du film LGBT de Tel-Aviv           | Meilleur long-métrage documentaire (prix du jury)                                                     | Le Profil Amina (2015)            | Remporté  |
| 2015  | Festival du film de Sundance                                        | Cinéma du Monde - Documentaire (Grand Prix du Jury)                                                   | Le Profil Amina (2015)            | Nommé     |
| 2015  | Festival du film de Stockholm                                       | Meilleur documentaire                                                                                 | Le Profil Amina (2015)            | Nommé     |
| 2015  | LesGaiCineMad, Festival international du film LGBT de Madrid        | Meilleur documentaire (prix du jury)                                                                  | Le Profil Amina (2015)            | Remporté  |
| 2015  | Festival Leipzig DOK                                                | Meilleur documentaire                                                                                 | Le Profil Amina (2015)            | Nommé     |
| 2015  | Festival du film indépendant d'Istanbul                             | Meilleur film                                                                                         | Le Profil Amina (2015)            | Nommé     |
| 2015  | Festival international du documentaire canadien Hot Docs            | Meilleur documentaire canadien (Prix spécial du jury)                                                 | Le Profil Amina (2015)            | Remporté  |
| 2015  | Festival international Frameline du film LGBTQ de San Francisco     | Mention honorable : documentaire exceptionnel                                                         | Le Profil Amina (2015)            | Remporté  |
| 2015  | Festival du film Gay et Lesbien de Dublin                           | Meilleur long-métrage documentaire (prix du jury)                                                     | Le Profil Amina (2015)            | Remporté  |
| 2015  | Festival international du film de Dallas                            | Prix du meilleur long-métrage documentaire                                                            | Le Profil Amina (2015)            | Nommé     |
| 2015  | Festival international du film de Cleveland                         | Meilleur documentaire Greg Gund Memorial Standing Up                                                  | Le Profil Amina (2015)            | Nommé     |
| 2015  | Festival international du film de Cleveland                         | Direction (Prix ReelWomenDirect pour l’excellence en réalisation par une femme)                       | Le Profil Amina (2015)            | Nommé     |
| 2015  | Grand Prix Chéries-Chéris                                           | Meilleur documentaire                                                                                 | Le Profil Amina (2015)            | Nommé     |
| 2015  | Festival BFI Flare : London LGBT Film                               | Meilleur documentaire (Prix Grierson)                                                                 | Le Profil Amina (2015)            | Nommé     |
| 2016  | Prix Jutra                                                          | Meilleur documentaire                                                                                 | Le Profil Amina (2015)            | Nommé     |
| 2016  | Prix du Japon                                                       | Catégorie ‘Lifelong Learning’                                                                         | Le Profil Amina (2015)            | Remporté  |
| 2016  | Prix du Japon                                                       | Grand Prix                                                                                            | Le profil Amina (2015)            | Remporté  |
| 2016  | Prix Gémeaux                                                        | Meilleur documentaire : société                                                                       | Le Profil Amina (2015)            | Remporté  |
| 2016  | Prix Gémeaux                                                        | Meilleure direction photographie : affaires publiques, documentaire (toutes catégories)               | Le Profil Amina (2015)            | Nommé     |
| 2016  | Prix Gémeaux                                                        | Meilleur montage : documentaire, affaires publiques, reportage, biographie - série                    | Le Profil Amina (2015)            | Nommé     |
| 2019  | Festival international du film de Windsor                           | Prix WIFF du film canadien                                                                            | Antigone (2019)                   | Nommé     |
| 2019  | Festival du film de Whistler                                        | Meilleur long-métrage canadien (Prix de la compétition Borsos)                                        | Antigone (2019)                   | Remporté  |
| 2019  | Festival du film de Whistler                                        | Meilleur réalisateur (Prix la compétition Borsos)                                                     | Antigone (2019)                   | Remporté  |
| 2019  | Festival du film de Whistler                                        | Meilleur scénario (Prix la compétition Borsos)                                                        | Antigone (2019)                   | Remporté  |
| 2019  | Festival du film de Whistler                                        | Meilleur long-métrage de fiction réalisé par une femme (Alliance of Women Film Journalists EDA Award) | Antigone (2019)                   | Remporté  |
| 2019  | Festival du film de Whistler                                        | Prix du public                                                                                        | Antigone (2019)                   | Remporté  |
| 2019  | Festival international du film de Toronto                           | Meilleur long-métrage canadien                                                                        | Antigone (2019)                   | Remporté  |
| 2019  | Prix de l'Association des critiques de films de Toronto             | Meilleur film canadien (Prix Rogers)                                                                  | Antigone (2019)                   | Nommé     |
| 2019  | Festival international du film de Rotterdam                         | Prix Bright Future                                                                                    | The Seven Last Words (2019)       | Nommé     |
| 2019  | Festival international du film de Los Cabos                         | Meilleur film                                                                                         | Antigone (2019)                   | Nommé     |
| 2019  | Festival international du film de Goa en Inde                       | Meilleur film                                                                                         | The Seven Last Words (2019)       | Nommé     |
| 2020  | Le RamDam Festival                                                  | Prix de la meilleure fiction                                                                          | Antigone (2019)                   | Remporté  |
| 2020  | Festival “Palm Springs International Film”                          | Meilleur scénario international (mention spéciale)                                                    | Antigone (2019)                   | Remporté  |
| 2020  | Festival “Palm Springs International Film”                          | Meilleur film en langue étrangère (Prix FIPRESCI)                                                     | Antigone (2019)                   | Nommé     |
| 2020  | Ohlalà! Festival de cinema francòfon de Barcelona                   | Meilleur long-métrage (prix du jury)                                                                  | Antigone (2019)                   | Remporté  |
| 2020  | Ohlalà! Festival de cinema francòfon de Barcelona                   | Meilleur long-métrage (prix du jury jeune)                                                            | Antigone (2019)                   | Remporté  |
| 2020  | Ohlalà! Festival de cinema francòfon de Barcelona                   | Meilleur film (prix du public)                                                                        | Antigone (2019)                   | Remporté  |
| 2020  | Le Gala Québec Cinéma                                               | Meilleur scénario (Prix Iris)                                                                         | Antigone (2019)                   | Remporté  |
| 2020  | Le Gala Québec Cinéma                                               | Meilleur film (Prix Iris)                                                                             | Antigone (2019)                   | Remporté  |
| 2020  | Le Gala Québec Cinéma                                               | Meilleure réalisation (Prix Iris)                                                                     | Antigone (2019)                   | Remporté  |
| 2020  | Le Gala Québec Cinéma                                               | Meilleur casting (Prix Iris)                                                                          | Antigone (2019)                   | Remporté  |
| 2020  | Le Gala Québec Cinéma                                               | Meilleur montage (Prix Iris)                                                                          | Antigone (2019)                   | Remporté  |
| 2020  | Le Gala Québec Cinéma                                               | Film le plus populaire hors Québec (Prix Iris)                                                        | Antigone (2019)                   | Nommé     |
| 2020  | Film Club's The Lost Weekend                                        | Meilleure réalisation (Lost Weekend Award)                                                            | Antigone (2019)                   | Remporté  |
| 2020  | Festival international du Film by the Sea                           | Meilleur film (prix du jury étudiant international)                                                   | Antigone (2019)                   | Remporté  |
| 2020  | Les prix Écrans canadiens                                           | Accomplissement en montage                                                                            | Antigone (2019)                   | Remporté  |
| 2020  | Les prix Écrans canadiens                                           | Scénario adapté                                                                                       | Antigone (2019)                   | Remporté  |
| 2020  | Les prix Écrans canadiens                                           | Meilleur film (Academy Achievement Award)                                                             | Antigone (2019)                   | Remporté  |
| 2020  | Les prix Écrans canadiens                                           | Accomplissement en réalisation (Prix Écrans canadiens)                                                | Antigone (2019)                   | Nommé     |
| 2020  | Festival “Available Light Film”                                     | Meilleur film canadien (choix du public)                                                              | Antigone (2019)                   | Remporté  |
| 2021  | Festival du film de Luxembourg                                      | Prix du jury des jeunes                                                                               | Antigone (2019)                   | Remporté  |
| 2021  | Festival du film de Luxembourg                                      | Prix du jury scolaire                                                                                 | Antigone (2019)                   | Remporté  |
| 2021  | Association des réalisateurs et réalisatrices du Québec (ARRQ)      | Prix RÉAL                                                                                             | Antigone (2019)                   | Remporté  |

## Distinctions
- 2015 - Hommage Diamant Birks aux femmes de l’année en cinéma au Festival international du film de Toronto (TIFF)
- 2020 - Membre de l'Académie des arts et des sciences du cinéma (AMPAS), qui remet chaque années les Oscar
- 2021 - Compagne de l'Ordre des arts et des lettres du Québec[9],[10]